# Абрамович, Самуил Моисеевич
Самуил Моисеевич Абрамович (1903 — дата смерти неизвестна) — сотрудник органов государственной безопасности, начальник тюрьмы города Умань. Участник массовых расстрелов в годы большого террора. Один из шести обвиняемых по «Уманскому делу». Определением Военной коллегии Верховного суда СССР от 18.04.1941 осужден на 6 лет лагерей за злоупотребления и мародерство. Отбывал наказание в лагерях Архангельской области. Участник Великой Отечественной войны.

## Биография
Родился в Харькове в семье еврейского портного.

### Звания
- Гвардии сержант (1943)[9].

### Награды
- Медаль «За боевые заслуги» в 1944 году[10].
- Орден Красной звезды в 1945 году[6].